# Багомедова Патімат Айдамірмагомедівна
Патімат Айдамірмагомедовна Багомедова (рос. Патимат Айдамирмагомедовна Багомедова; нар. 6 серпня 1993, Махачкала, Дагестан) — російська і азербайджанська борчиня вільного стилю, бронзова призерка чемпіонату світу, бронзова призерка чемпіонату Європи, чемпіонка Юнацьких Олімпійських ігор, срібна призерка Універсіади.

## Життєпис
Уродженка Дагестану. Боротьбою почав займатися з 2003 року. На початку своєї спортивної кар'єри виступала за збірну Росії, у складі якої була у 2008 році срібною призеркою чемпіонату Європи серед кадетів.
Виступає за спотивний клуб «Атаспорт» Баку. Тренери — Магомедов Алі Амарович, Айдамірмагомед Багомедов.

## Спортивні результати на міжнародних змаганнях

### Виступи на Чемпіонатах світу
| Змагання                        | Збірна      | Вагова категорія          | Місце  |
| ------------------------------- | ----------- | ------------------------- | ------ |
| Чемпіонат світу з боротьби 2010 | Азербайджан | жіноча боротьба, до 48 кг | 5      |
| Чемпіонат світу з боротьби 2011 | Азербайджан | жіноча боротьба, до 51 кг | Бронза |
| Чемпіонат світу з боротьби 2012 | Азербайджан | жіноча боротьба, до 48 кг | 5      |

### Виступи на Чемпіонатах Європи
| Змагання                         | Збірна      | Вагова категорія          | Місце  |
| -------------------------------- | ----------- | ------------------------- | ------ |
| Чемпіонат Європи з боротьби 2012 | Азербайджан | жіноча боротьба, до 51 кг | 5      |
| Чемпіонат Європи з боротьби 2013 | Азербайджан | жіноча боротьба, до 48 кг | Бронза |
| Чемпіонат Європи з боротьби 2014 | Азербайджан | жіноча боротьба, до 53 кг | 5      |

### Виступи на інших змаганнях
| Змагання                                     | Збірна      | Вагова категорія                 | Місце  |
| -------------------------------------------- | ----------- | -------------------------------- | ------ |
| Klippan Lady Open 2011                       | Азербайджан | жіноча боротьба, до 48 кг        | Бронза |
| Київський Міжнародний турнір з боротьби 2012 | Азербайджан | жіноча боротьба, до 51 кг        | Золото |
| Гран-прі Німеччини з боротьби 2012           | Азербайджан | жіноча боротьба, до 51 кг        | Бронза |
| Вогні Москви 2012                            | Азербайджан | жіноча боротьба, до 48 кг        | Срібло |
| Турнір Дана Колова — Николи Петрова 2013     | Азербайджан | жіноча боротьба, до 51 кг        | Золото |
| Турнір Олександра Медведя 2013               | Азербайджан | жіноча боротьба, до 51 кг        | 5      |
| Літня Універсіада 2013                       | Азербайджан | жіноча боротьба, до 48 кг        | Срібло |
| Klippan Lady Open 2014                       | Азербайджан | жіноча боротьба, до 53 кг        | 14     |
| Золотий Гран-прі з боротьби 2014 (Баку)      | Азербайджан | жіноча боротьба, до 53 кг        | 5      |
| Вогні Москви 2014                            | Азербайджан | жіноча боротьба, до 48 кг        | Срібло |
| Кубок Алроси 2016                            | Азербайджан | жіноча боротьба, до Teamevent кг | Срібло |
| Золотий Гран-прі з боротьби 2016             | Азербайджан | жіноча боротьба, до 48 кг        | 8      |

### Виступи на змаганнях молодших вікових груп
| Змагання                                       | Збірна      | Вагова категорія          | Місце  |
| ---------------------------------------------- | ----------- | ------------------------- | ------ |
| Чемпіонат Європи з боротьби до 23 років 2015   | Азербайджан | жіноча боротьба, до 48 кг | 10     |
| Чемпіонат Європи з боротьби серед юніорів 2010 | Азербайджан | жіноча боротьба, до 51 кг | Бронза |
| Чемпіонат Європи з боротьби серед юніорів 2011 | Азербайджан | жіноча боротьба, до 51 кг | Срібло |
| Чемпіонат світу з боротьби серед юніорів 2011  | Азербайджан | жіноча боротьба, до 51 кг | 9      |
| Чемпіонат Європи з боротьби серед юніорів 2012 | Азербайджан | жіноча боротьба, до 51 кг | Срібло |
| Чемпіонат світу з боротьби серед юніорів 2012  | Азербайджан | жіноча боротьба, до 51 кг | 7      |
| Чемпіонат Європи з боротьби серед юніорів 2013 | Азербайджан | жіноча боротьба, до 51 кг | Золото |
| Чемпіонат світу з боротьби серед юніорів 2013  | Азербайджан | жіноча боротьба, до 51 кг | 5      |
| Чемпіонат Європи з боротьби серед кадетів 2008 | Росія       | жіноча боротьба, до 46 кг | Срібло |
| Юнацькі Олімпійські ігри 2010                  | Азербайджан | жіноча боротьба, до 52 кг | Золото |